# 中元大介
中元 大介（なかもと だいすけ、1994年7月13日 - ）は、日本の声優、ラジオDJ、スタジアムDJ、タレント。愛知県豊田市出身。TYK Promotion所属。

## 人物
豊田市立美里中学校、愛知県立岡崎高等学校卒業 。横浜国立大学を卒業後、名古屋市でITコンサルタント系の仕事をしていたが、電車の中吊りで声優オーディションの広告を見て声優に転身した。
東京よしもと所属のお笑いコンビ「キャッツ」の黒田凌とは幼馴染で中学の同級生。
自己紹介の際には苗字とかけて「声で届けるお中元」と紹介することが多い。
自作するほどの珈琲好きである。

## 出演

### アニメ
- 八十亀ちゃんかんさつにっき 3さつめ - ガヤ
- シキザクラ - 永津吉平役[7][8]

### ラジオ
- RADIO LOVEAT『ボイスクリーム』（水曜日 19:30 - 20:00）（2021年10月 - 2022年3月）
- RADIO LOVEAT『ゆう♡らぶ』（水曜日→月曜日 16:30 - 18:54）（2022年4月 - ）
- エフエムななみ『Bangなな！』（金曜日 17:00 - 18:00）（2021年10月 - 2024年9月）
- 東海ラジオ『Connect929』（土曜日 14:00～17:00）（2024年10月 - 2025年3月）

### テレビ（実写）
- 発掘バトル どらヤバイ店に行ってみりん（ひまわりネットワーク、2023年4月8日 - 2025年9月26日）

### スタジアムＤＪ
- アトレチコ鈴鹿クラブ - スタジアムDJ
- 名古屋オーシャンズ - アリーナDJ
- 三重バイオレットアイリス - ホームゲームMC（ - 2023年)
- HC名古屋 - ホームゲームMC（2024年 - ）

### その他
- 愛知県選挙管理委員会（2022年）[9]